# Alfarrasí
Alfarrasí è un comune spagnolo di 1 228 abitanti situato nella comunità autonoma Valenciana.